# Род (теория типов)
Род в теории типов (англ. kind) — тип конструктора типов, или более формально, тип ти́пового оператора высшего порядка. Система родо́в естественным образом представляется как родительское (вышестоящее) просто типизированное лямбда-исчисление, снабжённое примитивным типом, обозначаемым «*» (читается «тип»), формирующим род мономорфных типов данных.
Более наглядно, род представляет собой тип типов, или метатип — аналогично тому как множество значений формирует тип, — множество типов формирует род. При этом вхождение типов в более общие типы (в качестве подтипов) отличается от принадлежности типов роду — деление разнообразных типов на рода происходит на более абстрактном уровне. Например, типы «натуральное», «целое» и «вещественное» являются подтипами более общего типа «число»; все четыре типа представляют непосредственные значения, и поэтому принадлежат к роду «*». Другие рода формируются из разнообразных операций над типами — подобно тому как в арифметике различают числа и операции над числами.
Синтаксически естественно было бы считать все полиморфные типы конструкторами типов; и, соответственно, все мономорфные — нульарными конструкторами типов. Однако, все нульарные конструкторы, то есть все мономорфные типы, в действительности принадлежат к единому роду, а именно к «*».
Из-за того, что ти́повые операторы высших порядков нетипичны для большинства языков программирования, в практике программирования рода́ используются для того, чтобы отличать типы данных от типов конструкторов, используемых для реализации параметрического полиморфизма. Рода́ явным или неявным образом появляются в языках с полными системами типов, таких как Haskell и Scala.

## Примеры
- {\displaystyle *} (читается «тип») — род всех мономорфных типов, рассматриваемых как нульарные конструкторы типов, называемых также собственно типами (англ. proper types). К этому роду также принадлежат функциональные типы в функциональных языках.
- {\displaystyle *\rightarrow *} — род всех унарных конструкторов типов. Например, конструктор типа список — list.
- {\displaystyle *\rightarrow *\rightarrow *} — род бинарных каррированных конструкторов типов. Например, конструктор типа-пары, или конструктор функционального типа (не следует путать с результатом применения этого конструктора, то есть с самим функциональным типом, который принадлежит к роду «*»).
- {\displaystyle (*\rightarrow *)\rightarrow *} — род ти́повых операторов высшего порядка, то есть операторов, которые получают унарные конструкторы типов на входе и порождают собственно типы на выходе[4].

## Выведение родов в Haskell
Haskell предоставляет полиморфные типы, но не разрешает полиморфные рода́. Например, в этом определении полиморфного алгебраического типа
```
data
 
Tree
 
z
  
=
 
Leaf
 
|
 
Fork
 
(
Tree
 
z
)
 
(
Tree
 
z
)

```

z может принадлежать к любому роду, включая «{\displaystyle *}», «{\displaystyle *\rightarrow *}» и др. По умолчанию Хаскел всегда выводит род «{\displaystyle *}», если не явно не указан иной (см.ниже). Поэтому система проверки согласования типов отвергнет следующую попытку использовать тип Tree:
```
type
 
FunnyTree
 
=
 
Tree
 
[]
     
-- ошибка

```

потому что тип [] принадлежит к роду «{\displaystyle *\rightarrow *}», а это не соответствует ожидаемому роду для z, который всегда «{\displaystyle *}».
Однако, ти́повые операторы высших порядков разрешены. Например,
```
data
 
App
 
unt
 
z
 
=
 
Z
 
(
unt
 
z
)

```

принадлежит к роду «{\displaystyle (*\rightarrow *)\rightarrow *\rightarrow *}», то есть unt должен быть унарным конструктором, но здесь он в качестве аргумента получает тип и возвращает другой тип.